# Am Kreuz 10

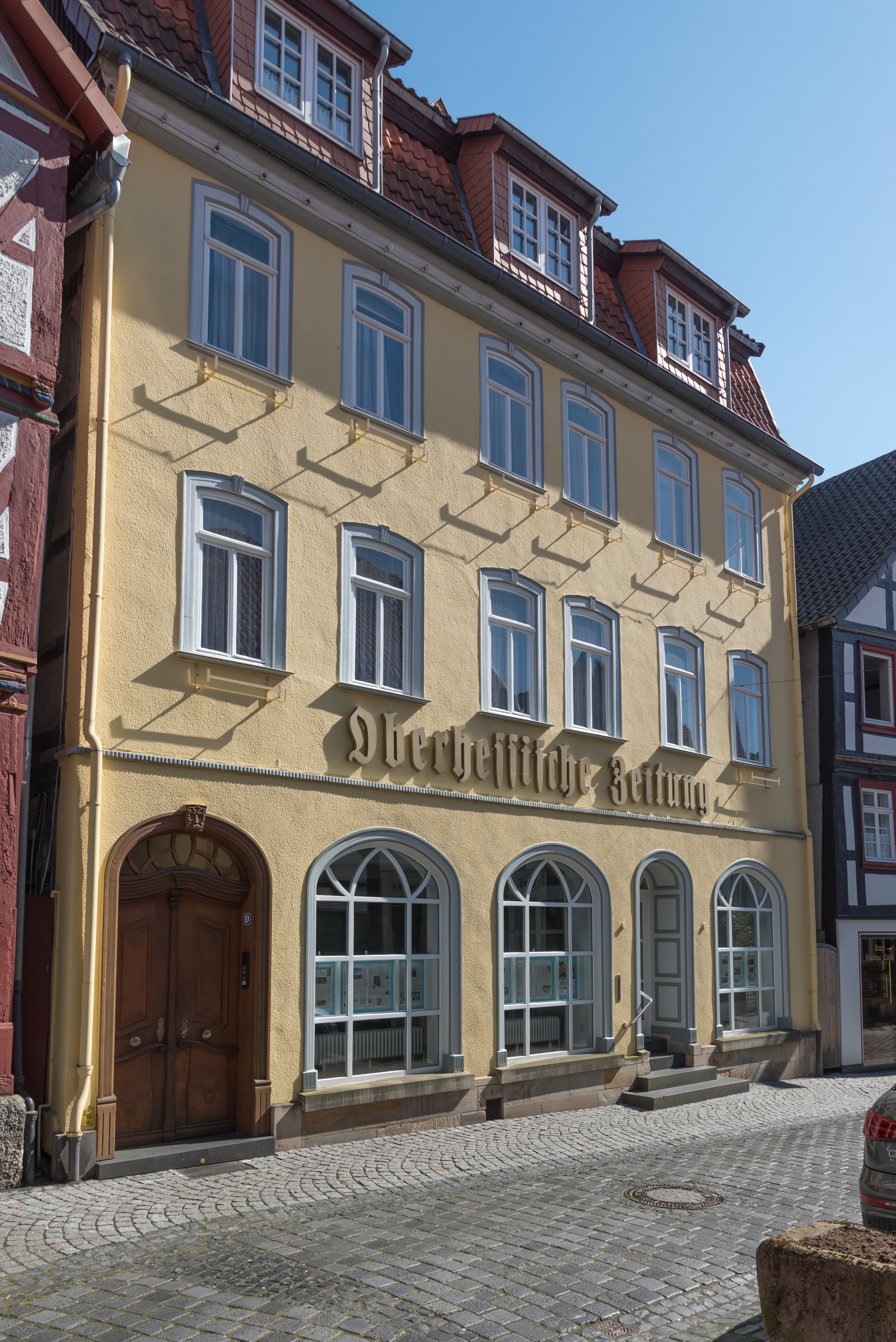
Haus Am Kreuz 10 in Alsfeld

Das Gebäude Am Kreuz 10 in Alsfeld, einer Stadt im Vogelsbergkreis in Mittelhessen, wurde um 1800 errichtet. Das verputzte Fachwerkhaus ist ein geschütztes Kulturdenkmal.
Das klassizistische ehemalige Wohnhaus mit einer traufseitig orientierten Fassade wird durch sechs Fensterachsen gegliedert. Die drei Dachgauben sind möglicherweise aus späterer Zeit.
Das rundbogige Portal mit profilierter Rahmung und Agraffe hat eine hölzerne Doppeltür mit Oberlicht.
Das Gebäude ist der Sitz der Geschäftsstelle der Oberhessischen Zeitung.